# Patrick Wiencek
Patrick Wiencek, né le 22 mars 1989 à Duisbourg, est un handballeur allemand évoluant au poste de pivot au THW Kiel et en équipe nationale d'Allemagne.

## Palmarès

### En club
Compétitions internationales
- Vainqueur de la Coupe des vainqueurs de coupe (C2) (1) : 2011 (avec VfL Gummersbach)
- Vainqueur de la Coupe de l'EHF (C3) (1) : 2019 (avec THW Kiel)
- Vainqueur de la Ligue des champions (1) :  2020 (avec THW Kiel)
- Finaliste du Superglobe en 2012

Compétitions nationales
- Vainqueur du Championnat d'Allemagne (4) : 2013, 2014, 2015, 2020
- Vainqueur de la Coupe d'Allemagne (3) : 2013, 2017, 2019
- Vainqueur de la Supercoupe d'Allemagne (3) :  2012, 2014, 2020

### En équipe nationale
Jeux olympiques
- Médaille de bronze aux Jeux olympiques de 2016 au Brésil

Championnats d'Europe
- 7e place au Championnat d'Europe 2012
- 9e place au Championnat d'Europe 2018

Championnats du monde
- 5e place au Championnat du monde 2013
- 7e place au Championnat du monde 2015
- 9e place au Championnat du monde 2017
- 4e place au Championnat du monde 2019

Divers
- Médaille d'or au Championnat du monde junior en 2009

### Distinctions
- élu meilleur handballeur de l'année en Allemagne en 2018